# Heteropoda bhaikakai
Heteropoda bhaikakai là một loài nhện trong họ Sparassidae.
Loài này thuộc chi Heteropoda. Heteropoda bhaikakai được miêu tả năm 1973 bởi Patel & Patel.